# Bernd Patzke
Bernd Patzke (Berlino, 14 marzo 1943) è un allenatore di calcio ed ex calciatore tedesco, di ruolo difensore.

## Palmarès

### Giocatore

#### Competizioni nazionali
- Campionato belga: 1

Standard Liegi: 1962-1963
- Campionato tedesco: 1

Monaco 1860: 1965-1966